# Paranapis
Paranapis es un género de arañas araneomorfas de la familia Anapidae. Se encuentra en Nueva Zelanda.

## Especies
Según The World Spider Catalog 12.0:
- Paranapis insula (Forster, 1951)
- Paranapis isolata Platnick & Forster, 1989